# 张居咏
张居咏（？—940年代），封清河公，谥号懿，中国五代十国时期政权南唐宰相，可能在被南唐取代的吴国也为宰相。

## 吴国年间
张居咏的生日、籍贯和早期仕途失考。他在吴国官至门下侍郎，但是否得宰相衔同中书门下平章事则不详。

## 南唐年间
天祚三年（937年），吴摄政徐知诰迫吴帝杨溥禅位，遂代吴建立南唐，称帝。徐知诰登基后即任张居咏、右仆射张延翰和中书侍郎李建勋为宰相，都授同中书门下平章事。
徐知诰因孩童时为吴国前任摄政徐温所养而姓徐。昇元三年（939年）二月，张居咏等官员上表请徐知诰恢复本姓李，徐知诰采纳，改名李昪。三月，诏公卿以下议定郊祀，张居咏和李建勋等提出遵循唐制，以唐高祖配天于圜丘、皇帝先父孝德皇帝配上帝于明堂，获准。后张居咏被加左仆射，仍兼门下侍郞、同平章事，后与李建勋、丞相同平章事兼知尚书省事宋齐丘轮值议政。张居咏淳厚寡言，有长者风，对朝廷大事几乎不表达意见。
七年（943年），李昪崩，子李璟继位。保大二年（944年）正月，李璟罢张居咏相，任为镇海军节度使。张居咏不久去世，赐号顺天翼运功臣，特赠守太子太傅、上柱国、清河郡开国公，谥号懿。其墓在上元县金陵乡石头后，有神道碑。

## 评价
- 《十国春秋》论曰：居咏有淳谨名，无咎无誉。